# Apolima
Apolima là hòn đảo nhỏ nhất trong bốn hòn đảo có người ở của Samoa. Nó nằm ở eo biển Apolima với hai hòn đảo lớn nhất đất nước: Upolu ở phía đông và Savai'i ở phía tây.
Apolima Tai, ngôi làng duy nhất trên đảo với dân số 96 người. Khu định cư nhỏ này nằm trên một cao nguyên bằng phẳng ở phía bắc.
Apolima là vành của một miệng núi lửa đã tắt với chiều cao là 165 m. Diện tích của nó nhỏ hơn 1 km 2  một chút. Cách duy nhất để đến hòn đảo này là bằng thuyền.
Hòn đảo nhỏ này nằm cách rìa cực tây của rạn san hô bao quanh đảo Upolu 2,4 km (1,5 dặm) về phía tây bắc và cách đảo Savai'i 7 km (4 dặm) về phía tây nam. Hình dạng của hòn đảo giống như một cái bát úp được bao quanh bởi những vách đá dựng đứng. Có một lối đi mở rộng ra biển ở phía bắc, đây là điểm vào chính của đảo và chỉ có thể vào bằng thuyền.
Có hai hòn đảo khác trong eo biển này là đảo Manono, có dân số ít, và hòn đảo nhỏ hơn, không có người ở là đảo Nu'ulopa.
Đảo Apolima là một phần của quận Aiga-i-le-Tai.
Vào tháng 8 năm 2022, Bộ Tài nguyên và Môi trường Samoa đã bắt đầu thảo luận với người dân địa phương về việc diệt chuột trên đảo để bảo vệ môi trường địa phương.